# Успенська церква (Кишинів)
Успенська церква (рум. Biserica Adormirea Maicii Domnului) — храм Кишинівської єпархії Російської православної церкви в місті Кишинів. Церква побудована як єдиновірча. Також називається Болгарською за вулицею, на якій розташована. У Кишиневі є ще одна церква, присвячена Успінню Пресвятої Богородиці.

## Історія
Церква побудована на пожертвування єдиновірців із Кишинева, Одеси та Санкт-Петербурга у липні-листопаді 1891 року. 22 листопада 1892 року її було освячено. У 1896 році до церкви було прибудовано дзвіницю, а кругла прибудова з півночі з'явилася ще пізніше. У 1941 році будівля сильно постраждала від бойових дій. У 1943 році було проведено ремонтні роботи, виконані І. В. Скоарце.
5 вересня 1963 року будівлю церкви було передано Академії наук Молдовської РСР. У 1990-х храм повернуто віруючим. 8 січня 1991 року була відслужена перша служба після майже тридцяти років перерви.

## Архітектура
Церква побудована у типовому російському стилі з елементами класицизму у декорі. При будівництві будівля була меншою і мала три входи. Основний простір храму у плані квадратний. Зі східного боку розміщена напівкругла апсида, із західної — дзвіниця. Після ремонту 1943 купол церкви і дзвіниці мають різну форму.